# Кастел Кастања
Кастел Кастања (итал. Castel Castagna) је насеље у Италији у округу Терамо, региону Абруцо.
Према процени из 2011. у насељу је живело 103 становника. Насеље се налази на надморској висини од 449 м.

## Становништво
| 1931. | 1936. | 1951. | 1961. | 1971. | 1981. | 1991. | 2001. | 2011. |
| ----- | ----- | ----- | ----- | ----- | ----- | ----- | ----- | ----- |
| 1.472 | 1.617 | 1.749 | 1.244 | 856   | 633   | 609   | 539   | 491   |